# پائولو دیبالا
پائول دیبالا (به اسپانیایی: Paulo Exequiel Dybala) (زادهٔ ۱۵ نوامبر ۱۹۹۳) بازیکن فوتبال اهل آرژانتین است که برای باشگاه فوتبال آ.اس. رم بازی می‌کند.
دیبالا در سال ۲۰۱۱، فعالیت حرفه‌ای‌اش را در آرژانتین با تیم اتلتیکو پارانائنزه آغاز کرد سپس در سال ۲۰۱۲ به پالرمو ایتالیا پیوست. عملکرد فوق‌العاده او در سری آ مانند رکورد بیشترین پاس گل فصل، برایش انتقال به یوونتوس در سال ۲۰۱۵ را به ارمغان آورد؛ جایی که قهرمانی سری‌آ، جام حذفی و سوپر جام ایتالیا را در اولین فصل حضور خود به‌دست‌آورد.
او همچین موفق شده که با تیم ملی فوتبال آرژانتین در جام جهانی ۲۰۲۲ به قهرمانی این رقابت برسد.
به این بازیکن به دلیل سرعت و دریبل های موفق لقب ( LA JOYA ) اسپانیایی  به معنی جواهر را دادند 

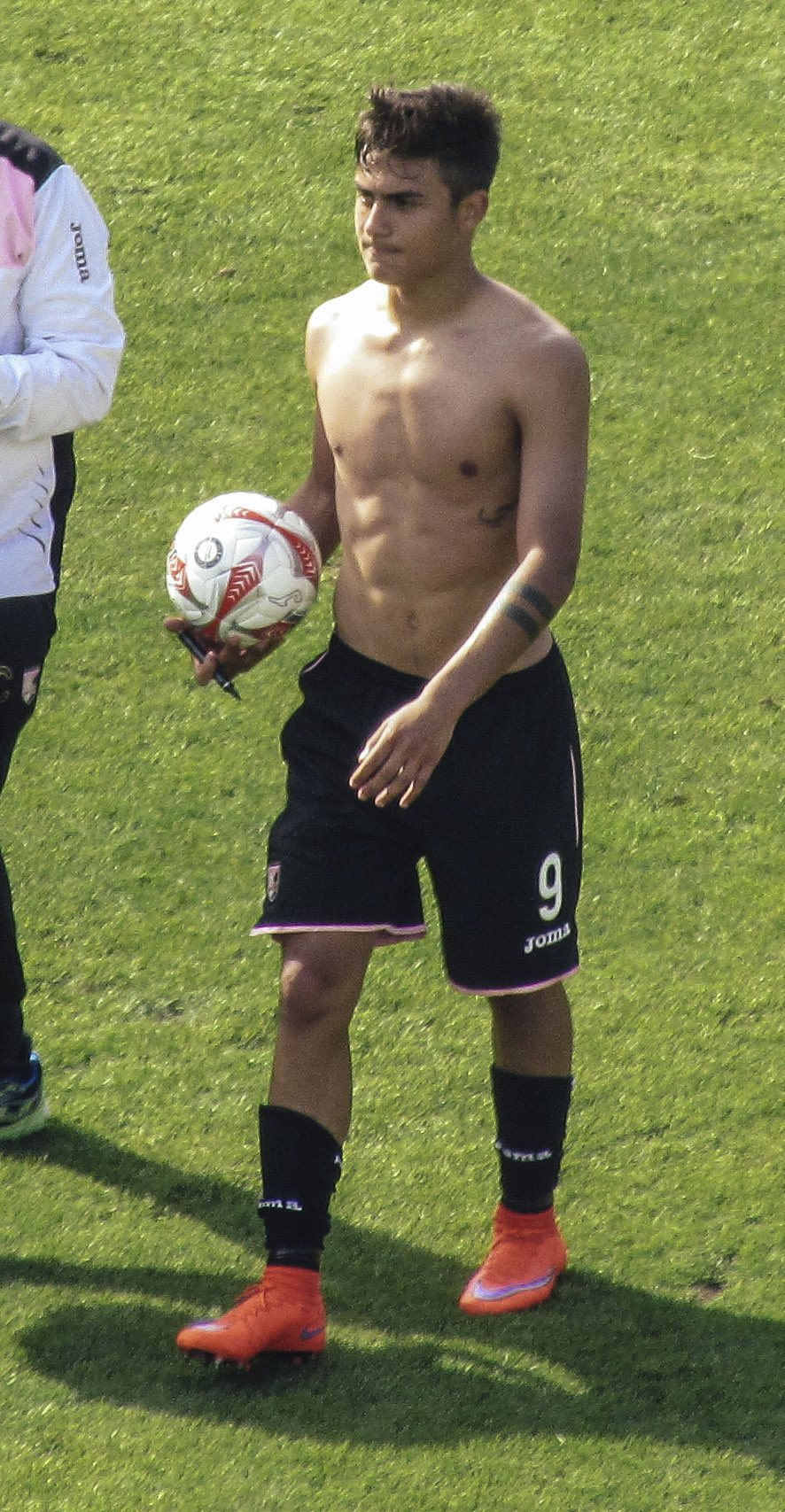
دیبالا با پالرمو در سال ۲۰۱۵

## کودکی وی
پائولو دیبالا در کوردوبا، آرژانتین متولد شد. پدربزرگش از روستای Kraśniów در لهستان بود که در جنگ جهانی دوم به آرژانتین فرار کرد. خانواده پائولو همچنین از مادربزرگ مادربزرگش متعلق به استان ناپل، دارای ریشه‌های ایتالیایی است. پائولو رسماً تبعیت ایتالیایی خود را در تاریخ ۱۳ اوت ۲۰۱۲ به دست آورد.
پائولو آخرین فرزند خانواده است، پدرش را در ۱۵ سالگی به‌دلیل تومور مغزی از دست داد و تنها دو برادر دارد. پدرش ادولف قبل از مرگ اش می‌گفت یکی از پسرانم بازیکن فوتبال خوبی خواهد شد، اولین پسر او گوستاوو تاجر و دومین پسرش ژیمناستیک کار شد.

## باشگاه‌ها

### اینستیتوتو د کوردوبا
فوتبال را از سنین کودکی با حمایت پدرش در باشگاه کودکان محلی اتلتیکو لارج نیولز شروع کرد و سال ۲۰۰۳ در ۱۰ سالگی به تیم نونهالان تیم اینستیتو پیوست.
دیبالا اولین بازی حرفه‌ای خود را در Primera B Nacional (بخش دوم آرژانتین) با باشگاه زادگاهش در مرکز اینستیتوتو اتلتیکو مرکزی کوردوبا در سن ۱۷ سالگی انجام داد. او ۴۰ بازی با باشگاه انجام داد و در این مدت ۱۷ گل به ثمر رساند. او به عنوان جوانترین بازیکنی که گلزنی کرد، رکورد ماریو کمپس را شکست و نیز اولین بازیکنی بود که در این سن، ۳۸ بازی متوالی در یک لیگ حرفه‌ای در کشور انجام داد (در کنار کمپس)، و همچنین اولین بازیکنی بود که در یک فصل دو بار هت تریک کرد. دیبالا همچنین در شش بازی متوالی گلزنی کرد و با اینکار از رکورد قبلی خود که در چهار بازی متوالی بود، پیشی گرفت.

### پالرمو
در ۲۹ آوریل ۲۰۱۲، رئیس پالرمو، از عقد قرارداد با دیبالا سخن گفت: «ما سرخیو آگوئرو جدید (دیبالا) را به خدمت گرفتیم». اما باشگاه اینستیتوتو اعلام کرد که شخصی که مذاکرات را با پالرمو انجام داد، قدرت فروش دیبالا را ندارد. با این حال، در ۲۰ ژولای ۲۰۱۲، پالرمو در یک گفتگوی خبری عقد قرارداد دیبالا را تأیید کرد که این قرارداد به صورت چهار ساله بوده‌است و طبق آن، هزینه انتقال برابر ۸٫۶۴ میلیون یورو بوده‌است.

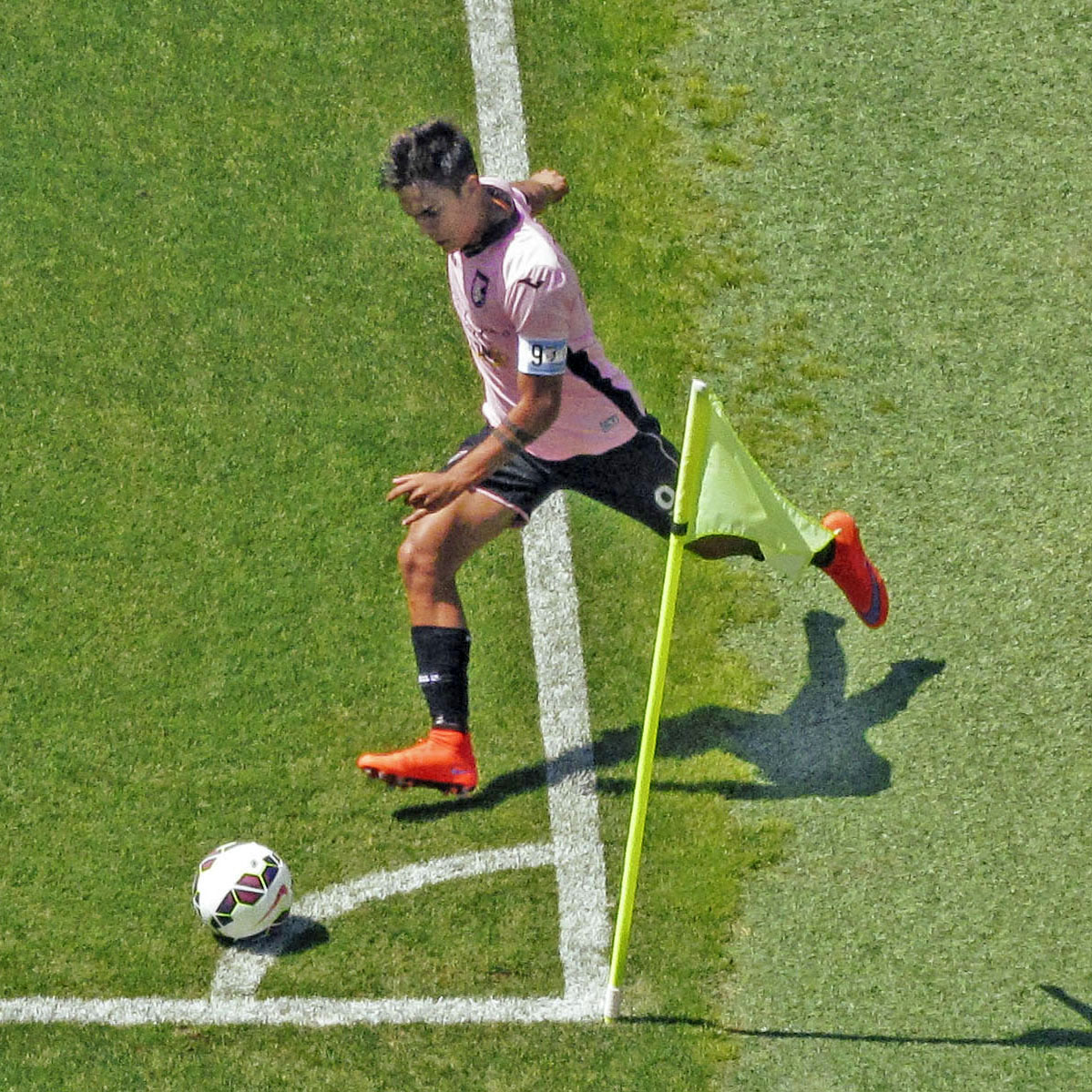
۲۰۱۵

دیبالا اولین بازی باشگاهیش در سری آ را برابر باشگاه لاتزیو انجام داد. او دو گل اول خود را در ۱۱ نوامبر ۲۰۱۲ در بازی‌ای که پالرمو در آن ۲ بر ۰ سمپدوریا را شکست داد، به ثمر رساند. دیبالا پیشرفت شگرف خود را در فصل ۲۰۱۴–۲۰۱۵ در سری آ داشت که در آن در نیم فصل اول، ۱۰ گل به ثمر رساند و همکاری خوبی با هم تیمی آرژانتینی-ایتالیایی خود فرانکو وازکز داشت. او فصل خود را با ۱۳ گل و ۱۰ پاس گل به اتمام رساند که او را در لیست برترین پاس گل دهندگان در لیگ قرار داد.

### یوونتوس

#### فصل ۲۰۱۵–۲۰۲۲

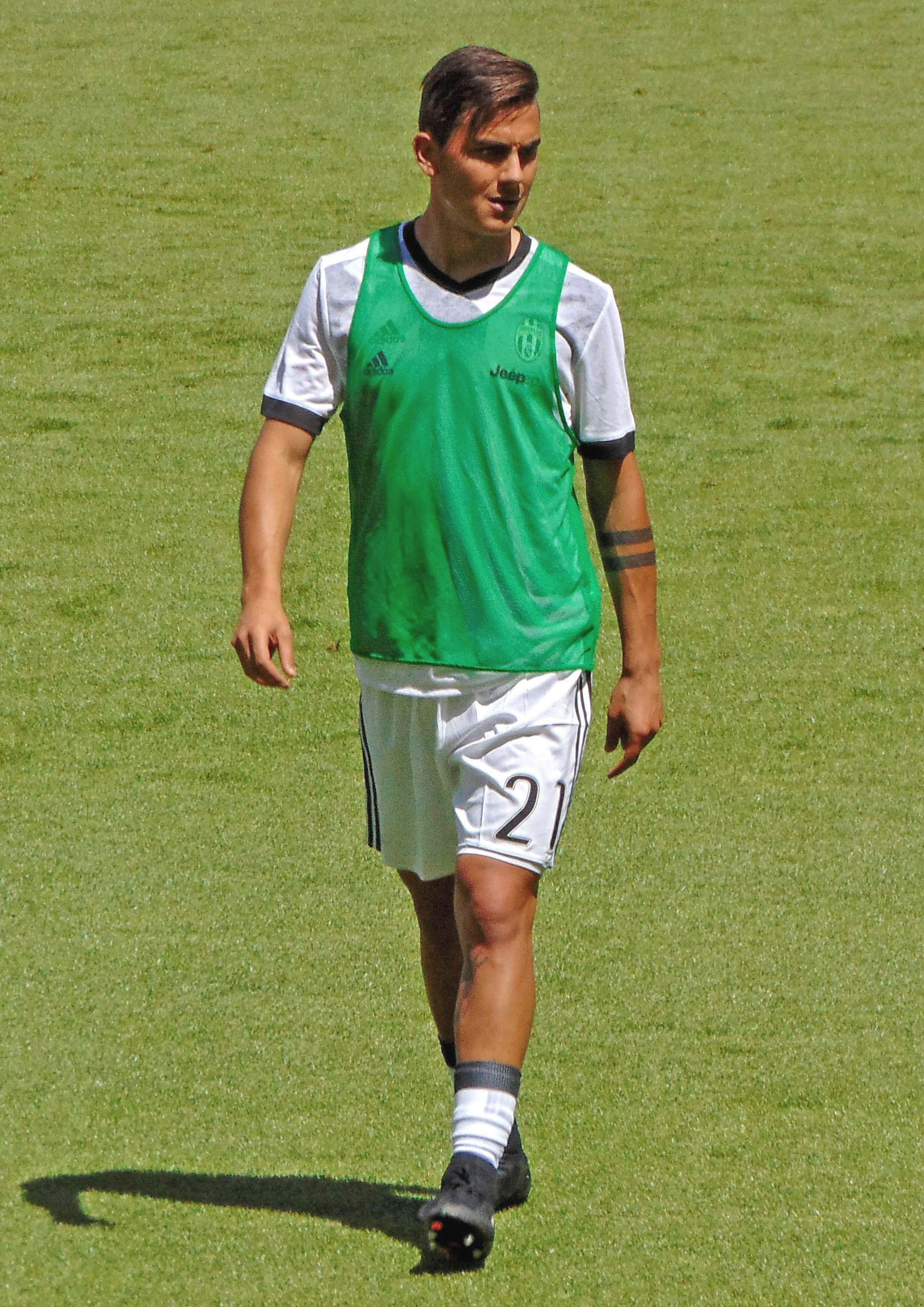
۲۰۱۷

در ۴ ژوئن ۲۰۱۵، یوونتوس عقد قرارداد ۵ ساله با دیبالا به ارزش ۳۲میلیون یورو را اعلام کرد. او پیراهن شماره ۲۱ را که سابقاً بر تن آندره‌آ پیرلو بود، به تن کرد. در ۸ اوت، او در دقیقه ۶۱ با کینگزلی کومان تعویض شد و در برابر لاتزیو در سوپرجام ایتالیا ۲۰۱۵ به میدان رفت. او گل دوم پیروزی ۲ بر صفر یوونتوس در برابر شانگهای را در دقیقه ۷۳ به ثمر رساند. در ۳۰ اوت ۲۰۱۵، دیبالا اولین گل لیگ در باشگاه جدیدش را در دقیقه ۸۷ در بازی برابر رم زد که در آن یوونتوس ۲ بر ۱ رم را شکست داد. در ۱۶ بازی اول فصل، دیبالا موفق به ۶ گل و ۲ پاس گل شد که رکورد هر گل در هر ۱۵۱ دقیقه را به جا گذاشت که از رکورد کارلوس توس و آلساندرو دل‌پیرو در اولین فصل حضورشان در یوونتوس بهتر بود. در تاریخچه باشگاه، فقط روبرتو باجو رکورد گلزنی خود در بازی‌های فصل آغازین حضورش در یوونتوس را حفظ کرد. سرانجام بعد از هفت سال او در سال ۲۰۲۲ به همراه جورجو کیه لینی به صورت آزاد از باشگاه فوتبال یوونتوس جدا شدند.

## آمار ملی

### بازی‌های ملی
تا تاریخ ۲۸ مارس ۲۰۲۳
| آرژانتین | آرژانتین | آرژانتین | آرژانتین |
| سال      | بازی     | گل       | پاس گل   |
| -------- | -------- | -------- | -------- |
| ۲۰۱۵     | ۳        | ۰        | ۰        |
| ۲۰۱۶     | ۳        | ۰        | ۰        |
| ۲۰۱۷     | ۶        | ۰        | ۱        |
| ۲۰۱۸     | ۶        | ۱        | ۲        |
| ۲۰۱۹     | ۱۱       | ۱        | ۲        |
| ۲۰۲۱     | ۲        | ۰        | ۱        |
| ۲۰۲۲     | ۵        | ۱        | ۰        |
| ۲۰۲۳     | ۲        | ۰        | ۱        |
| مجموع    | ۳۸       | ۳        | ۷        |

### گل‌های ملی
| شماره | تاریخ          | میزبان     | بازی ملی | حریف    | نتیجه | رقابت            |
| ----- | -------------- | ---------- | -------- | ------- | ----- | ---------------- |
| ۱     | ۲۰ نوامبر ۲۰۱۸ | مندوسا     | ۱۸       | مکزیک   | ۲–۰   | دوستانه          |
| ۲     | ۶ ژوئیه ۲۰۱۹   | سائوپائولو | ۲۴       | شیلی    | ۲–۱   | کوپا آمریکا ۲۰۱۹ |
| ۳     | ۱ ژوئن ۲۰۲۲    | لندن       | ۳۳       | ایتالیا | ۳–۰   | فینالیسما ۲۰۲۲   |

## افتخارات
یوونتوس
- سری آ (۵): ۱۶–۲۰۱۵، ۱۷–۲۰۱۶، ۱۸–۲۰۱۷، ۱۹–۲۰۱۸، ۲۰–۲۰۱۹
- جام حذفی ایتالیا (۴): ۱۶–۲۰۱۵، ۱۷–۲۰۱۶، ۱۸–۲۰۱۷، ۲۱–۲۰۲۰
- سوپر جام ایتالیا (۳): ۲۰۱۵، ۲۰۱۸، ۲۰۲۰
- لیگ قهرمانان اروپا: ۱۷–۲۰۱۶. نایب قه

آ اس رم
- لیگ اروپا: ۲۳–۲۰۲۲. نایب قهرمان
- ملی
- فینالسیما: قهرمان فصل ۲۰۲۳–۲۰۲۲
- جام جهانی قطر ۲۰۲۲
- افتخارات فردی
- تیم منتخب سری آ (۴)بار: ۲۰۱۶–۲۰۱۵، ۲۰۱۷–۲۰۱۶، ۲۰۱۸–۲۰۱۷، ۲۰۲۰–۲۰۱۹
- بهترین بازیکن فصل سری آ: ۲۰۲۰–۲۰۱۹
- آقای گل کوپا ایتالیا: ۲۰۱۷–۲۰۱۶
- بهترین گل زن تاریخ سوپر جام ایتالیا: (۴گل)